# Skúvoy

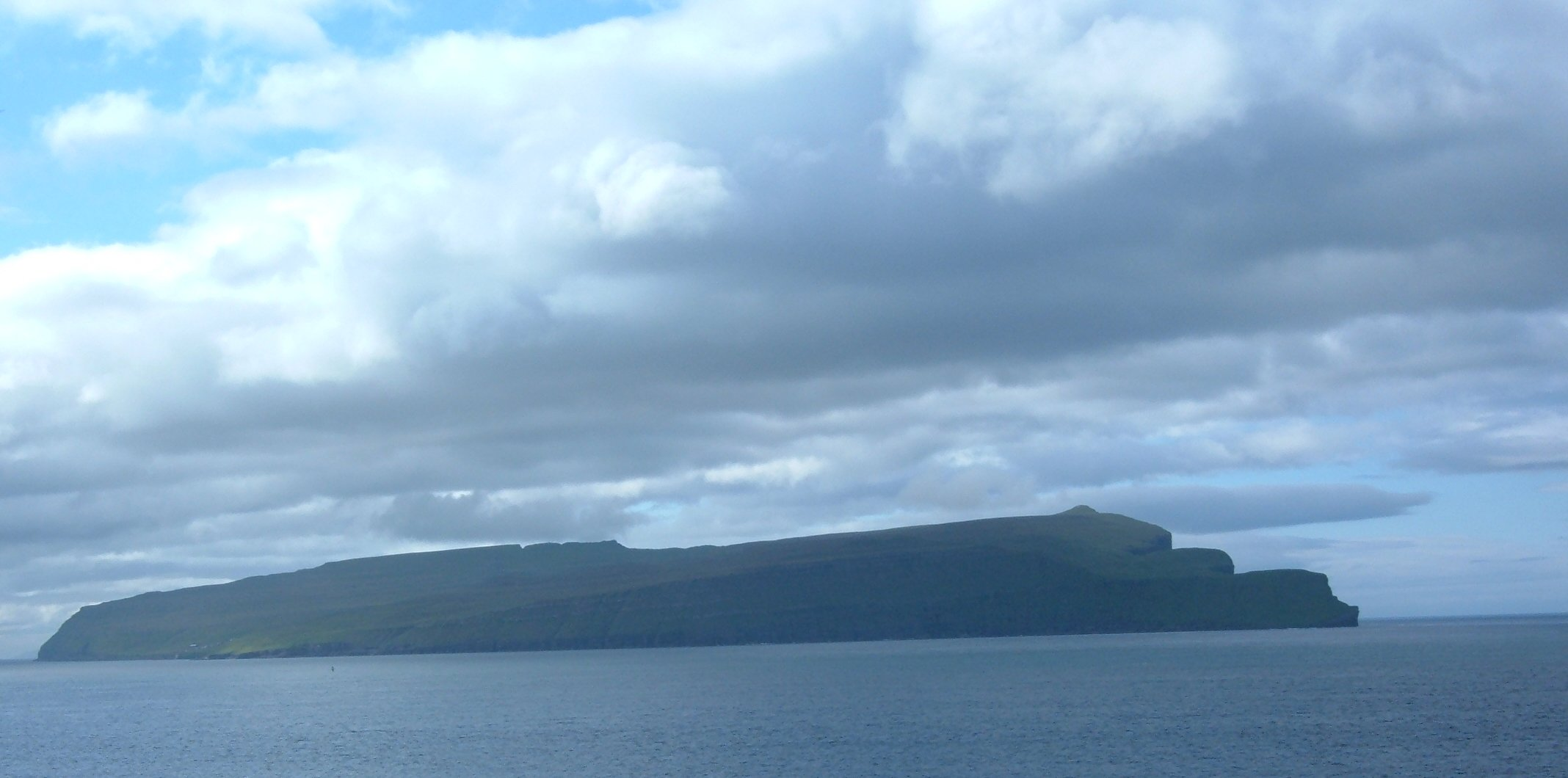
Skúvoy, sedd från Sandoy i augusti 2005.

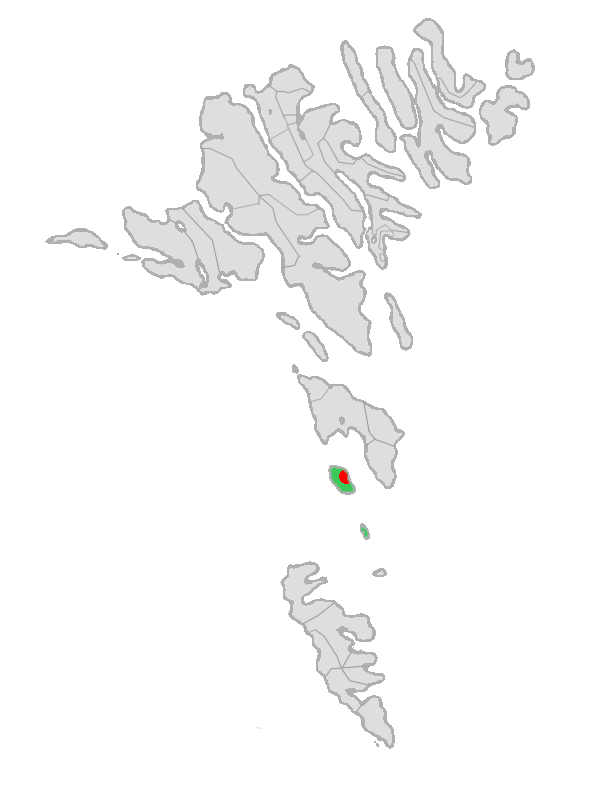

Skúvoy (danskinspirerad äldre namnform: Skuö) är en ö i centrala Färöarna. Ön har en total area på 10 km² och 57 invånare (2002). På ön finns orten Skúvoy och kommunen Skúvoyar kommuna.